# Ornidia obesa
Ornidia obesa är en tvåvingeart som först beskrevs av Fabricius 1775.  Ornidia obesa ingår i släktet Ornidia och familjen blomflugor. Inga underarter finns listade i Catalogue of Life.